# ワイス郡 (バージニア州)
ワイス郡（英: Wythe County）は、アメリカ合衆国バージニア州の南西部に位置する郡である。2010年国勢調査での人口は29,235人であり、2000年の27,599人から5.9%増加した。郡庁所在地はウィスビル（人口8,211人）であり、同郡で人口最大の都市でもある。

## 歴史

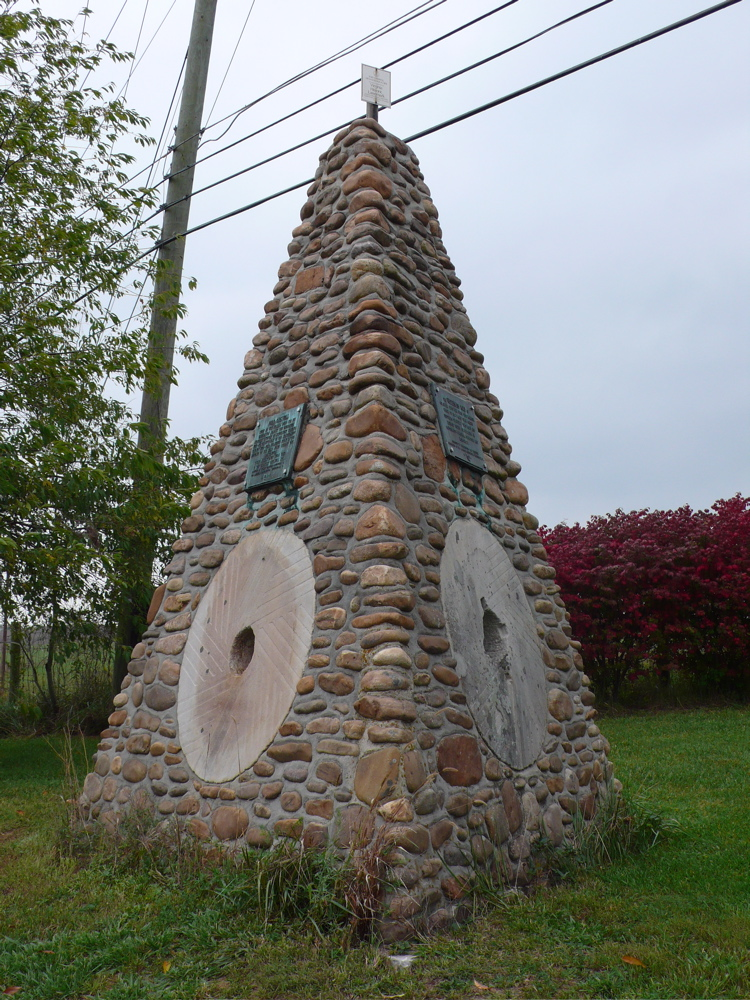
チスウェル砦記念碑

ワイス郡は1790年にモントゴメリー郡から分離して設立された。郡名は、アメリカ独立宣言にバージニア人として最初に署名したジョージ・ワイスに因んで名付けられた。南北戦争のとき、郡内でコーブマウンテンの戦いが起きた。
ワイス郡にはオースティンビルという町があり、有名なスティーブン・オースティンの父であるモーゼス・オースティンとその兄弟のスティーブンが設立した。1790年代、オースティン兄弟は鉛と亜鉛を産出する鉱山を取得した。町の名はオースティンという姓から付けられたものであり、兄弟の中の誰かを指すものではない。鉛が採掘され新生間もない国中に搬送された。散弾も製造された。フォスターズフォールズ近くにジャクソン・フェリー・ショット・タワーが現在も立っており、ワイス郡民への遺産となっている。鉛は牛の力と滑車装置を使ってこの塔の上に揚げられた。鉛がレトルトの中で融かされ、塔の頂部にある篩いを通して注がれた。溶けた鉛の滴が150フィート (45 m) 落下する間に丸くなった。弾丸は湯沸かしの中に集められ、奴隷労働者がニュー川岸近くに掘られた110フィート (3 m) のトンネルを通って、湯沸かしの中の弾丸を回収した。
新しくアメリカ合衆国環境保護庁標準が成立し、鉛の市場も小さくなったために、この鉛鉱山は1982年に閉鎖された。坑道は水で埋められており、メインシャフトは1,100フィート (330 m) 以上下に伸びていた。
郡内でもう一つ注目すべき地域として、フレンチ・インディアン戦争当時の砦に因むフォートチスウェルの未編入町がある。この砦と周辺の建物は郡庁所在地として機能していたが、そこから約10マイル (16 km) 西にウィスビルの町が設立されて、役目を終えた。この砦は荒廃し、1970年代に州間高速道路77号線と同81号線の交差点が建設されたときに、その廃墟も下にもぐった。砦があったおおよその場所にピラミッド型の記念碑が建てられている。砦の名前は、オースティンが買収（1757年）する前に鉛鉱山設立に貢献したジョン・チスウェル大佐に因む命名だった。
ワイス郡の位置は州間高速道路77号線と同81号線の交差する所にあり、結果的に工業と観光業の成長に繋がることになった。近年、ゲータレードとペプシの製造施設ができたが、これはアクセスの容易さと、東部海岸の中央にあるという位置づけによっている。客室数数百になるホテル、トラック駐車場数カ所、およびレストランなど、旅行関連の事業ができている。
観光業は様々な形態を採っている。様々な歩道、キャンプ場、公園などアウトドア活動を楽しむ機会は多い。2006年に最初のワイン醸造所がオープンし、2007年にも続いた。ウィスビルにはディナー・シアターがある。

## 地理
アメリカ合衆国国勢調査局に拠れば、郡域全面積は465平方マイル (1,204 km2)であり、このうち陸地463平方マイル (1,199 km2)、水域は1平方マイル (3 km2)で水域率は0.29%である。

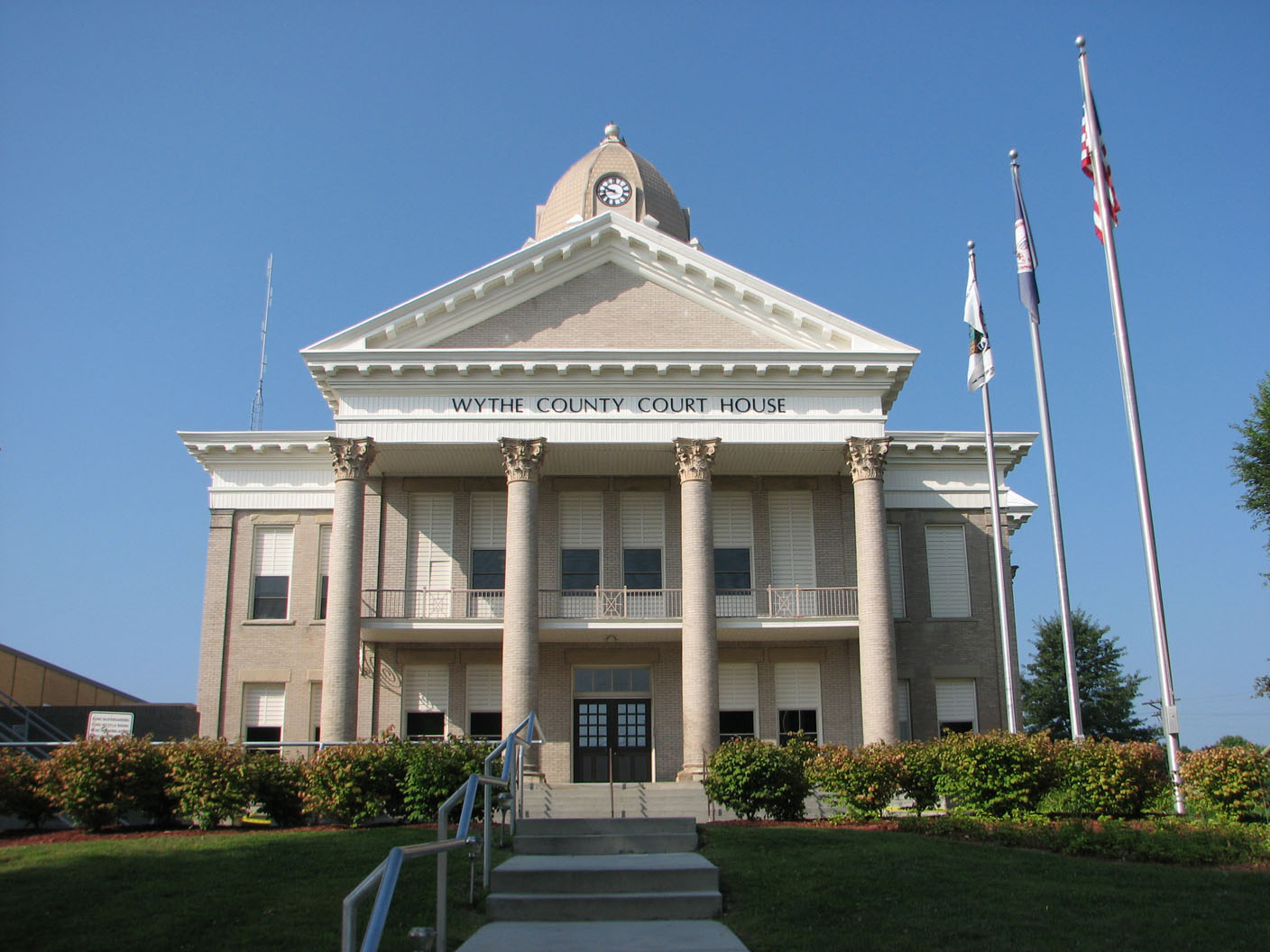
ワイス郡庁舎

### 主要高規格道路
- 州間高速道路77号線
- 州間高速道路81号線
- アメリカ国道11号線
- アメリカ国道21号線
- アメリカ国道52号線
- バージニア州道69号線
- バージニア州道90号線
- バージニア州道94号線
- バージニア州道100号線
- バージニア州道121号線

## 隣接する郡
- ブランド郡 - 北
- スミス郡 - 西
- グレイソン郡 - 南
- キャロル郡 - 南東
- プラスキ郡 - 東

### 国立保護地域
- ジェファーソン国立の森（部分）
- ロジャース山国立レクリエーション地域（部分）

## 人口動態
以下は2000年国勢調査による人口統計データである。
| 基礎データ - 人口: 27,599人 - 世帯数: 11,511 世帯 - 家族数: 8,103 家族 - 人口密度: 23人/km2（60人/mi2） - 住居数: 12,744軒 - 住居密度: 11軒/km2（28軒/mi2） 人種別人口構成 - 白人: 95.76% - アフリカン・アメリカン: 2.87% - ネイティブ・アメリカン: 0.16% - アジア人: 0.38% - 太平洋諸島系: 0.01% - その他の人種: 0.24% - 混血: 0.58% - ヒスパニック・ラテン系: 0.57% 年齢別人口構成 - 18歳未満: 21.8% - 18-24歳: 7.6% - 25-44歳: 28.9% - 45-64歳: 25.9% - 65歳以上: 15.8% - 年齢の中央値: 39歳 - 性比（女性100人あたり男性の人口） - 総人口: 91.4 - 18歳以上: 88.3 | 世帯と家族（対世帯数） - 18歳未満の子供がいる: 28.9% - 結婚・同居している夫婦: 56.2% - 未婚・離婚・死別女性が世帯主: 10.5% - 非家族世帯: 29.6% - 単身世帯: 26.3% - 65歳以上の老人1人暮らし: 11.7% - 平均構成人数 - 世帯: 2.36人 - 家族: 2.83人 収入と家計 - 収入の中央値 - 世帯: 32,235米ドル - 家族: 40,188米ドル - 性別 - 男性: 29,053米ドル - 女性: 20,550米ドル - 人口1人あたり収入: 17,639米ドル - 貧困線以下 - 対人口: 11.0% - 対家族数: 8.5% - 18歳未満: 12.5% - 65歳以上: 13.4% |

## 町
- ウィスビル - 郡庁所在地
- ルーラルリトリート

### 未編入の町
| - オースティンビル - クリップルクリーク - クロケット | - フォートチスウェル - アイバンホー - マックスメドウズ | - スピードウェル - ヤーピビル |

## 教育

### 高等教育機関
- ブレックビル・バイブル・カレッジ、グラハムズフォージ
- ブルーリッジ・カレッジ・オブ・エバンゲリズム、ウィスビル
- ウィスビル・コミュニティカレッジ、ウィスビル

### 公立高校
- フォートチスウェル高校、フォートチスウェル
- ジョージ・ワイス高校、ウィスビル
- ルーラルリトリート高校、ルーラルリトリート